# Let's Paint
Let's Paint è un cortometraggio muto del 1924 diretto da Gaston Quiribet.

## Produzione
È uno degli ultimissimi film prodotti dalla Hepworth prima che la casa di produzione venisse chiusa per fallimento.

## Distribuzione
Distribuito dalla Novello-Atlas, il film - un cortometraggio in una bobina - uscì nelle sale cinematografiche britanniche nell'ottobre 1924. Fu distribuito anche negli Stati Uniti nell'agosto 1926 dall'Educational Film Exchanges.